# Florița din Codru
Florița din Codru este un basm cult scris de Ioan Slavici care a fost publicat prima dată la 4 decembrie 1872 în revista Convorbiri literare. Anterior,  la 1 iunie în același an, la îndemnul lui Mihai Eminescu, Slavici a publicat „Zâna Zorilor” în  Convorbiri literare.

## Personaje
- Florița
- Crâșmarul, tatăl vitreg al Floriței, care a găsit-o în pădure
- Crâșmărița, mama vitregă a Floriței, care o gonește de acasă
- Baba Boanța, vrăjitoare
- Ghebosul
- Feciorul împăratului
- Împăratul
- Cei 12 hoți (printre care și căpitanul hoților)

## Rezumat
În mijlocul codrilor; lângă drumul pe unde trece împăratul cu fiul său și cu voinicii săi, se află o crâșmă. Crâșmărița avea o fată vitregă, Florița, pe care crâșmarul a găsit-o în pădure ... Multă lume, chiar și împăratul, venea la crâșmă deoarece vinul era cel mai bun, crâșmărița era cea mai frumoasă crâșmăriță din țară, iar Florița era cea mai frumoasă fată din lume. 
Vestea că trece împăratul pe la crâșmă a pus-o pe jar pe crâșmăriță și a început pregătirile, dar când a întrebat oglinda dacă este frumoasă , aceasta i-a răspuns „că de o sută și pe de o mie de ori e însă mai frumoasă Florița”. Supărată, crâșmărița a dat poruncă aspră ca Florița să muncească din greu. Împăratul a venit, a gustat o picătură de vin, a grăit o vorbă cu crâșmărița cea frumoasă și a plecat. Totul se repetă de trei ori. A treia oară, după ce împăratul și feciorul de împărat au plecat, crâșmărița  a chemat-o pe Baba Boanța, o vrăjitoare vestită, foarte bătrână, s-o ducă în codru pe Florița, și să o lase oarbă acolo. Baba Boanța îi duce crâșmăriței ochi de căprioară și Florița rămâne singură în pădure.
După multe zile și multe nopți de rătăcire prin pădure a văzut o casă, unde un om ghebos gătea mâncare pentru doisprezece hoți de codru. Hoții sunt nemulțumiți de ghebos, dar după ce Florița le gătește bucate foarte gustoase o primesc în casa lor. 
A trecut o perioadă lungă... Crâșmărița iar se uită în oglindă, iarăși o întrebă, iar căutătoarea iarăși îi răspunde că mai frumoasă este Florița. O trimite de trei ori pe Baba Boanța la casa hoților ca s-o omoare pe Florița... Ea îi adoarme pe hoți și intră în vorbă cu Florița și-i spune că mama ei „cea bună” i-a trimis un cadou.  Prima dată îi dă un inel de aur, apoi o rochie de mătase, iar ultima dată Boanța i-a împletit firul morții în păr, de fiecare dată .
De două ori hoții o salvează după ce îi scot inelul și rochia de mătase, dar a treia oară ei nu vor să-o despletească părul și o pun într-un mormânt foarte adânc în „cea mai înaltă poiană din codru, unde erau cele mai multe flori”. 
Iarăși a trecut o perioadă foarte lungă... Cei doisprezece hoți au murit și ghebosul împreună cu dânșii...  Feciorul împăratului a trecut cu mulți oameni și a dus-o pe Florița  în cea mai frumoasă casă dintre cele douăsprezece din curtea împăratului. Cele douăsprezece fete care aveau grijă de ea îi despletesc părul când feciorul împăratului doarme și Florița  se trezește din somn „ mai vie, mai frumoasă și mai sprintenă decât ce a fost cândva în viața ei”.
Au loc „o nuntă, o cununie și un ospăț [...] mai vestit și mai minunat de când e lumea n-a fost”, iar crâșmărița cea vicleană este închisă într-o „ casă cu păreții de oglindă” alături de cele mai frumoase neveste din țară ca să vadă și ea că nu este cea mai frumoasă din țară.

## Critică literară
Asemănător ca și în alte povești ale lui Slavici („Ileana cea șireată”, „Limir-împărat”), și în aceasta personajul principal este o eroină (Florița din Codru).
Ca și în alte povești ale sale, există un anumit raport între întâmplările care au loc în planul real și cele din planul fabulos. Astfel apar eroi cu existență pământeană și cu îndeletniciri casnice, astfel Florița se scoală dis-de-dimineață, mătură curtea, pregătește de-ale gurii, taie lemnele și altele.
Nu toate personajele anormale și aberante din poveștile lui Slavici sunt negative. Astfel, Ghebosul din povestea „Florița din Codru” este imaginea unui monstru antediluvian, „Ghebosul era atât de hâd, cât Florița de frumoasă: cu gura ca grapa, cu ochii ca ceapa, cu nasul cârlig, cu părul pîrlit...”
Povestea conține întâmplări din variantele folclorice care au ca temă mama vitregă. Crâșmărița, mama vitregă a Floriței, întreabă oglinda dacă este frumoasă, iar aceasta îi spune de trei ori că Florița este și mai frumoasă.
Întâlnim și termeni regionali (de exemplu „Să taci deloc! grăi căpitanul” adică Să taci pe loc, imediat), termeni care în poveștile sale ulterioare au fost înlăturați în intenția scriitorului de a folosi un grai popular („poporan” sau „poporal” cum îl descria Slavici) care să fie înțeles pretutindeni. Înlăturarea ulterioară a regionalismelor a fost determinată de idee unității tuturor românilor care a apărut la Slavici încă din perioada studenției.

## Vezi și
- Listă de basme românești